# Степан Ґойдич
Степан (Стефан) Ґойдич (нар. 9 січня 1889, с. Руські Пекляни, Австро-Угорщина — пом. 17 липня 1968, м. Модра, округ Пезінок, ЧССР) — русинський громадський та церквовний діяч москвофільського спрямування у Словаччині, священик, журналіст, теолог, письменник. Брат Павла Петра Ґойдича.

## Життєпис
Степан Ґойдич народився 9 січня 1889 року в селі Руські Пекляни (нині частина села Любовець Пряшівського округу), в русинській сім'ї.
Закінчив теологічний та педагогічний факультети Будапештського унніверситету в 1913 році. Висвячений на священика у 1915 році. Був викладаче, згодом був директором, Пряшівської учительської семінарії у 1931—1940 та 1945—1948 роах. Організував літературнек товариство «Пчілка» у 1921 році. Також очолював москвофільке «Товариство імені Олександра Духновича». Редагував мадяронську газету «Наше отечество» у 1916—1918 роках, москвофільські газети «Русская молодежь» у 1920—1921 роках та «Русское слово» у 1922—1928 роках. Був активним діячем «Руської народної ради» у Словаччині
Входив до складу «Комітету для запровадження руської мови Олександра Духновича в греко-католицькі школи» у Словаччині.
Входив до скаладу комісії уряду Карпатської України, яка вела перемовини про кордони зі словацьким урядом.

## Доробок
- Исторія церкви Христовой для народных и гражданских школ. 1934;
- Краткий очерк нашей словесности. 1943;
- Новый период карпаторусской литературы. 1944;
- Хрестоматия к произведениям эпической поэзии с краткой теорией эпики. 1947.

П'єси
- «Именины у батька О. Духновича»;
- «Закопанное сокровище»;
- «Гость з пекла»;
- «Господин директор не дома».